# Гейковский сельский совет
Гейковский сельский совет (укр. Гейківська сільська рада) — входит в состав
Криворожского района
Днепропетровской области
Украины.
Административный центр сельского совета находится в селе Ранний Ранок.

## Населённые пункты совета
- с. Ранний Ранок
- с. Гейковка
- с. Ивановка
- с. Кривбасс
- с. Новый Кременчук
- с. Павловка